# Sabre Dance

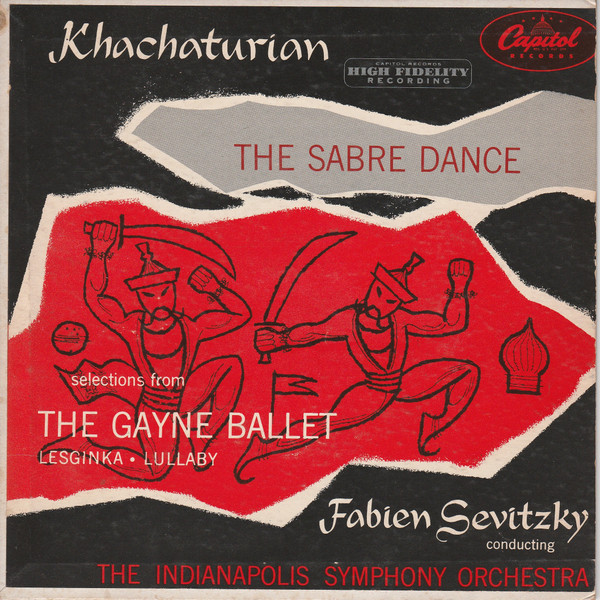
Bản cover của một bản thu năm 1953 của "Vũ điệu Saber" của Dàn nhạc Giao hưởng Indianapolis.

"Sabre Dance" (tiếng Armenia: Սուսերով պար; tiếng Nga: Танец с саблями, Tanets sableami) là một phân đoạn trong vở kịch cuối cùng của vở ballet Gayane (1942) của Aram Khachaturian, nơi các vũ công thể hiện kỹ năng của họ bằng những thanh kiếm. Đó là tác phẩm nổi tiếng và dễ nhận biết nhất của Khachaturian. Ông rõ ràng cảm thấy rằng sự nổi tiếng của nó "làm chệch hướng sự chú ý đến các tác phẩm khác của ông." 
Phần giữa của nó được dựa trên một bài hát dân gian Armenia không tên. Theo Tigran Mansurian, nó là một sự tổng hợp của một giai điệu nhảy đám cưới Armenia từ Gyumri gắn trong một saxophone đối âm "mà dường như đến trực tiếp từ châu Mỹ."
"Sabre Dance" được coi là một trong những tác phẩm đặc sắc của âm nhạc nổi tiếng thế kỷ 20. Nó được phổ biến bởi các bản cover của các nghệ sĩ nhạc pop, đầu tiên ở Mỹ và sau đó ở các nước khác như Anh và Đức. Việc sử dụng nó trong một loạt các bộ phim và phim truyền hình trong nhiều thập kỷ đã góp phần đáng kể vào sự nổi tiếng của nó. Sabre Dance hcũng được sử dụng bởi một số nghệ sĩ trượt băng nghệ thuật từ ít nhất năm quốc gia trong buổi biểu diễn của họ. Tom Huizenga của NPR mô tả nó là "một trong những giai điệu bắt tai nhất, quen thuộc nhất có lẽ là điên rồ nhất ra đời từ thế kỷ 20." Tạp chí Billboard gọi nó là "một tác phẩm mà mọi dàn nhạc pop đều biết đến."